# Église Saint-Laurent d'Olargues
L'église Saint-Laurent est une église romane en ruines située à Olargues dans le département français de l'Hérault en région Occitanie.

## Le site
Dans un site remarquable, le clocher de l'église, dressé sur un éperon rocheux, domine le village d'Olargues et son Pont du Diable.

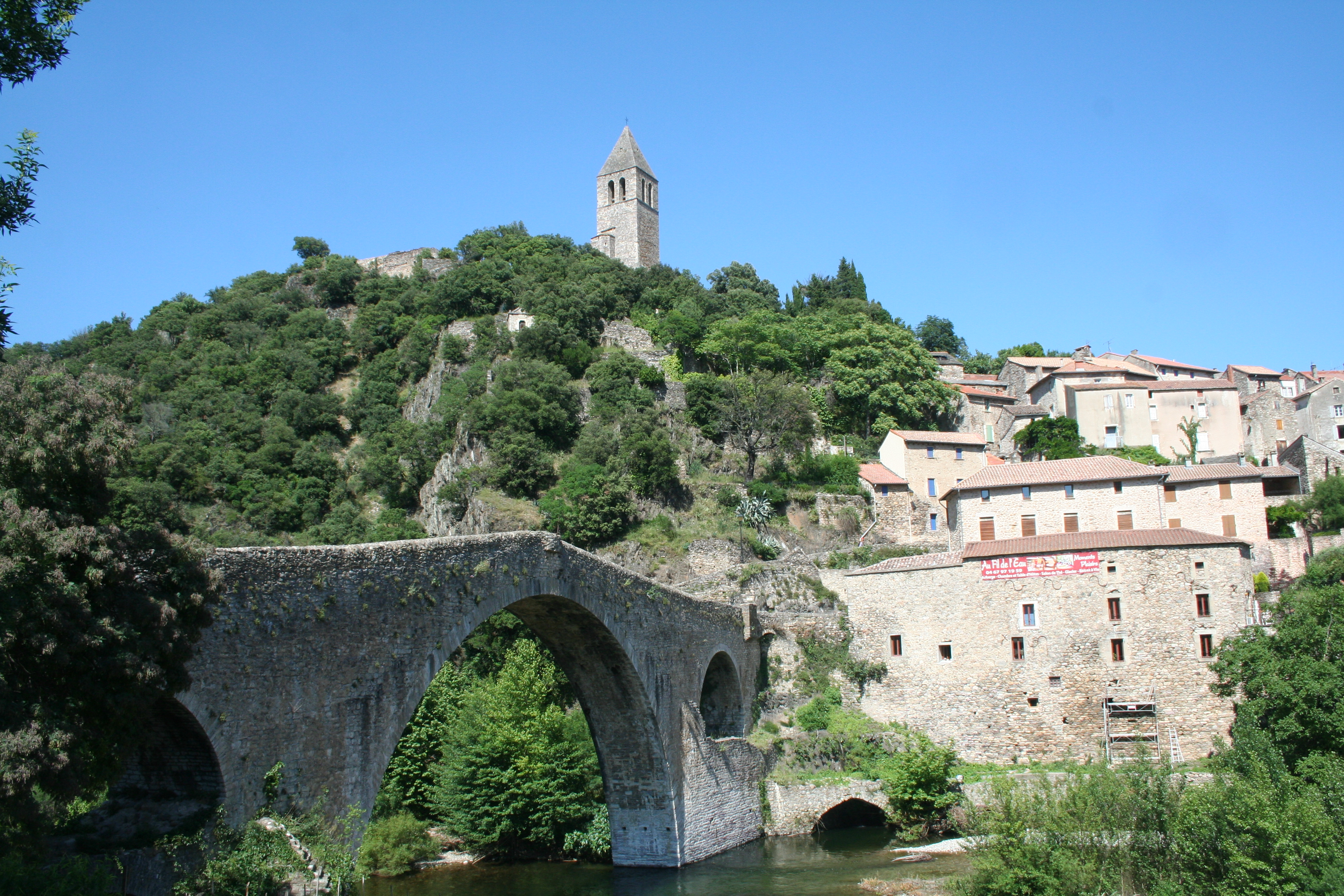
Le clocher dominant le Pont du Diable.

## Historique
Les seigneurs d'Olargues bâtissent leur château au XIe siècle mais l'église castrale Saint-Laurent n'apparaît qu'aux XIIe et XIIIe siècles,.
Le village est mentionné sous le nom d'Olargium en 1060 dans le cartulaire du chapitre épiscopal d'Agde et de Castellum de Olarge  en 1126.
Le château et l'église ayant été ruinés au XVIIe siècle, le seul vestige encore debout est le clocher, qui était initialement le donjon du château, transformé en clocher au XVe siècle.
L'ancien clocher fait l'objet d'une inscription au titre des monuments historiques depuis le 8 décembre 1928.

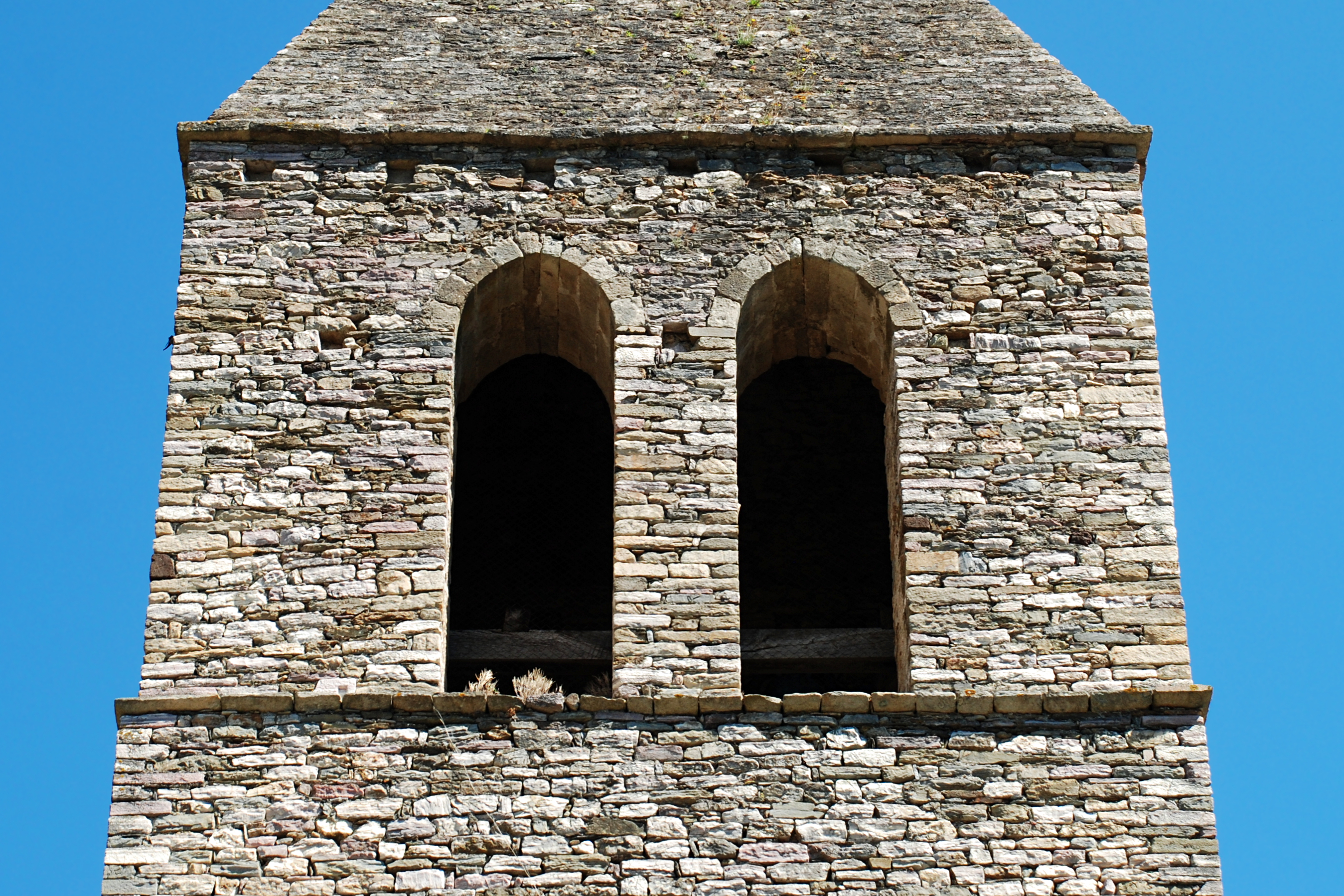
Baies géminées du dernier niveau du clocher.

## Architecture
De l'église ne subsiste plus que le haut clocher carré. 
Édifié en moellons, il présente des chaînages d'angle faits de gros blocs de pierre de taille. Ses niveaux inférieurs sont aveugles alors que le dernier niveau, séparé du reste du clocher par un cordon de pierre, est percé sur chaque face d'une paire de baies cintrées.
Le clocher est couronné d'une courte flèche pyramidale couverte de lauzes.
Sa face orientale est renforcée par de courts contreforts tandis que sa face méridionale présente une tourelle d'escalier polygonale percé de meurtrières.
Le clocher est entouré des ruines du château et de l'église.

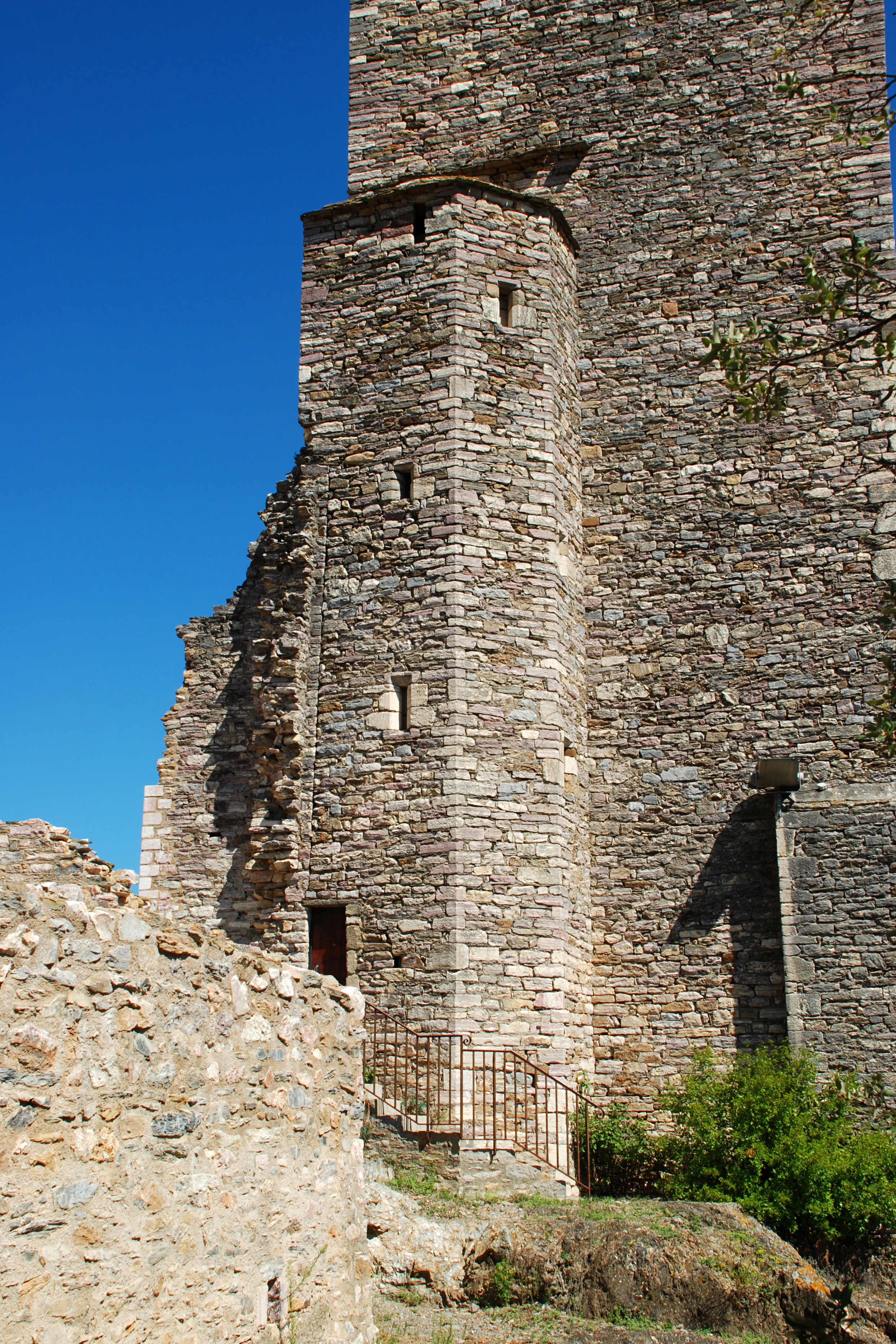
La tourelle.
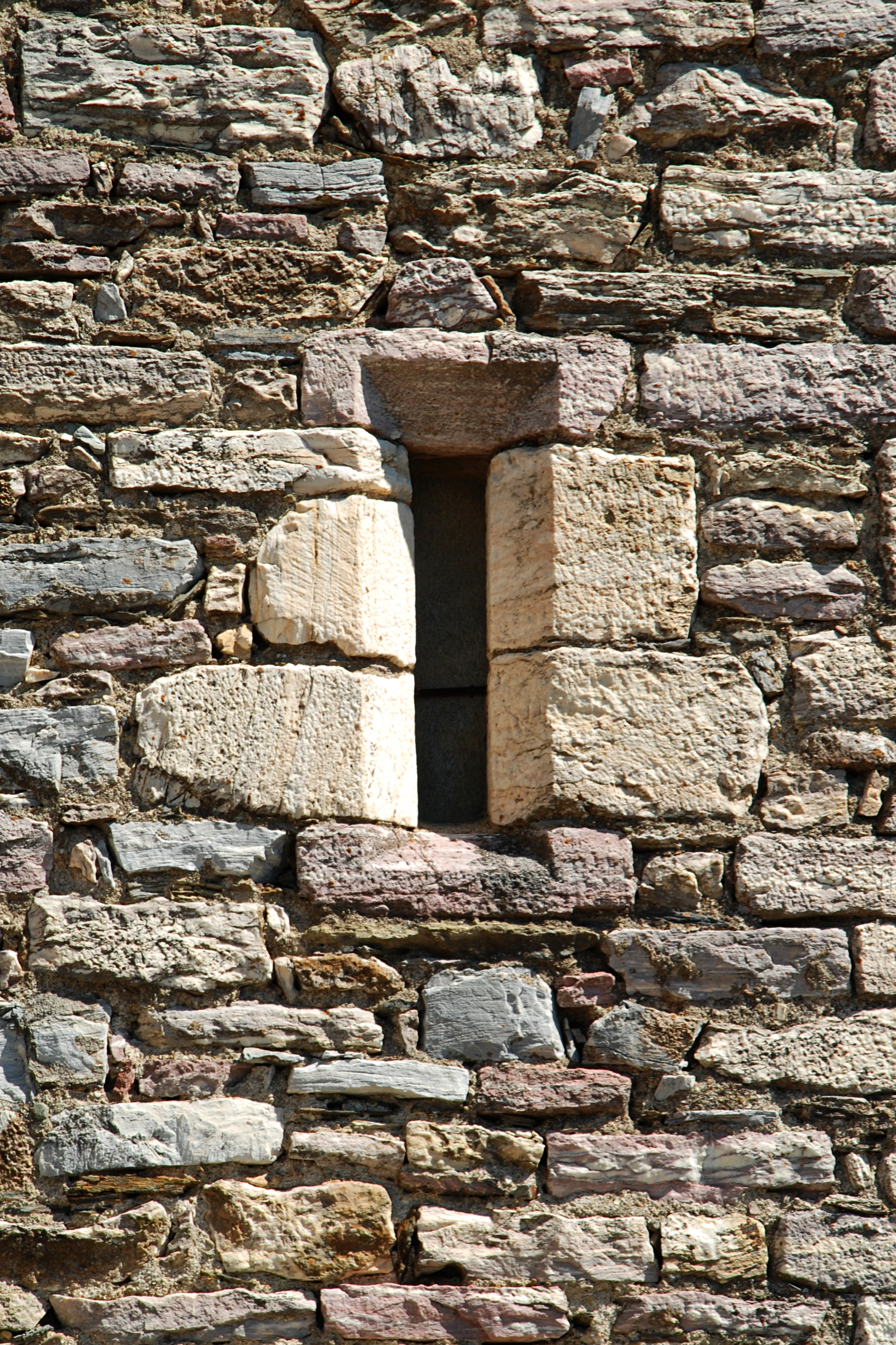
Meurtrière de la tourelle.
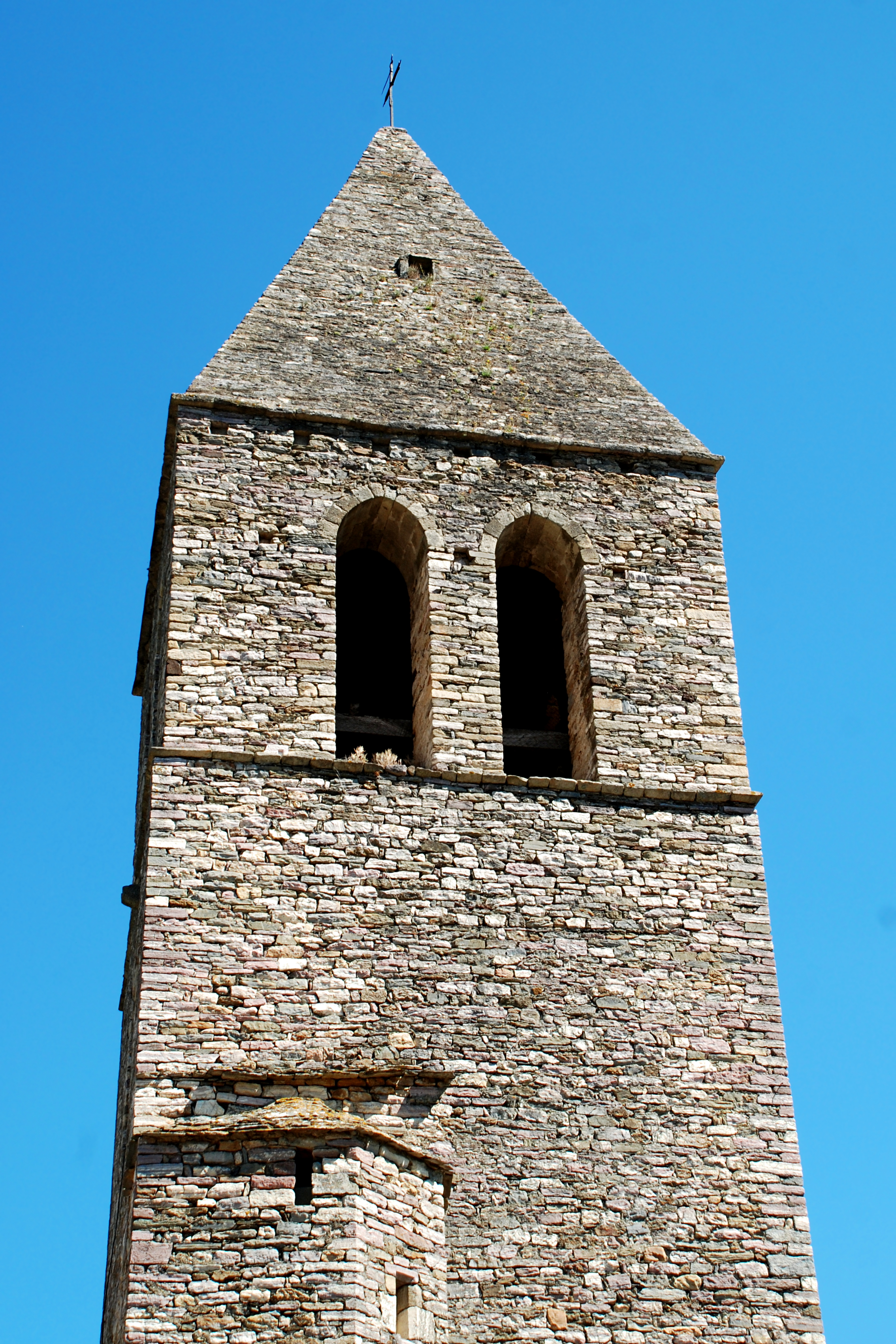
Sommet de la face ouest du clocher.
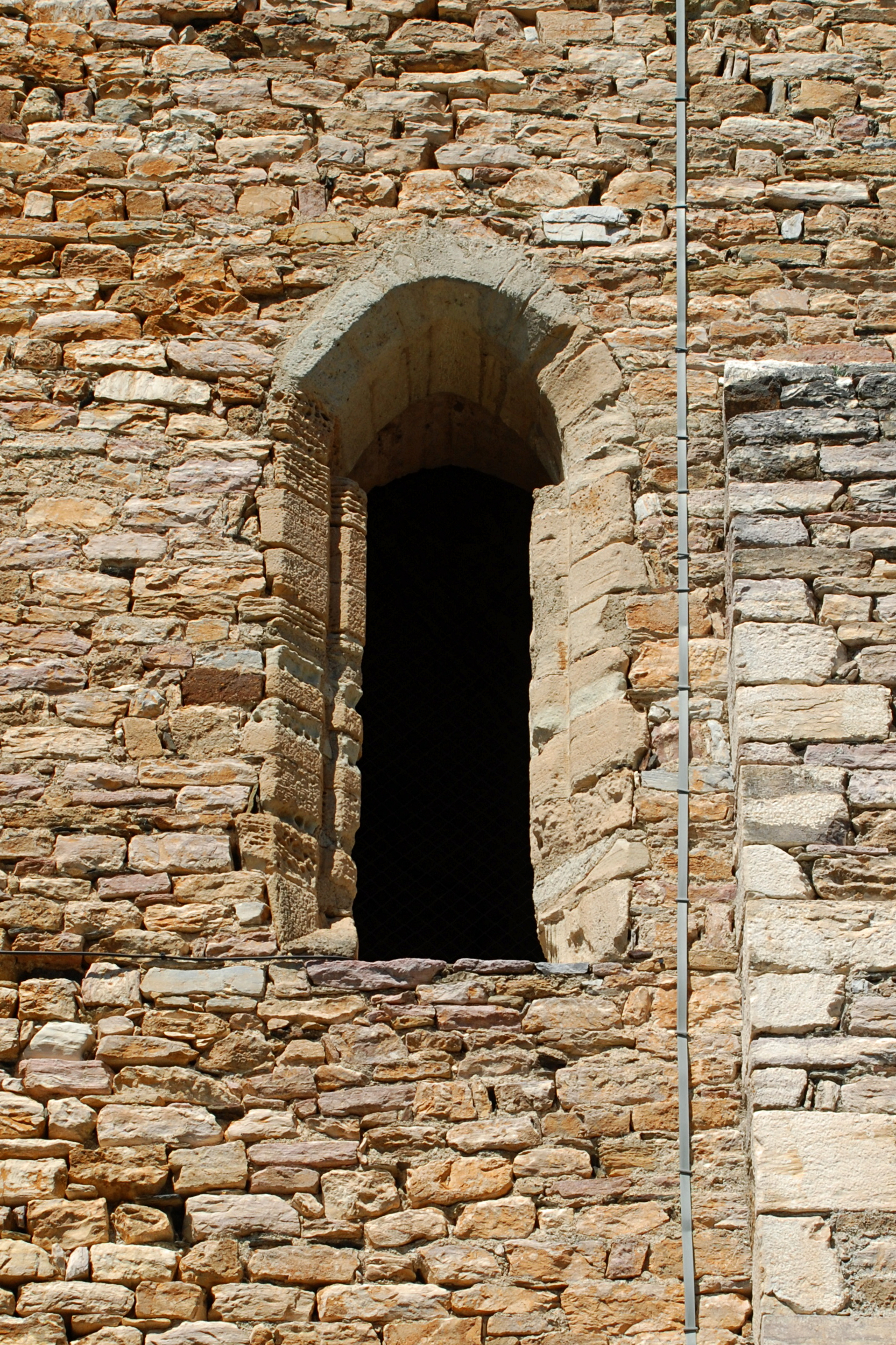
Baie de la face sud du clocher.